# Filipendula ulmaria
A ulmária (Filipendula ulmaria), também conhecida por erva-ulmeira, rainha-dos-prados ou ulmeira, é uma espécie de planta com flor pertencente à família Rosaceae.
A autoridade científica da espécie é (L.) Maxim., tendo sido publicada em Trudy Imperatorskago S.-Peterburgskago botanicheskago sada 6(1): 251. 1879.

## Portugal
Trata-se de uma espécie presente no território português, nomeadamente em Portugal Continental.
Em termos de naturalidade é nativa da região atrás indicada.

## Protecção
Não se encontra protegida por legislação portuguesa ou da Comunidade Europeia.